# Davut Dursun
Davut Dursun (* 1953 in Borçka, Provinz Artvin) ist ein türkischer Wissenschaftler und Beamter. Dursun war von Juli 2009 bis Juli 2015 Vorsitzender des Oberster Rundfunk- und Fernsehrates und der Regulierungsbehörde und Überwachung der Radio- und TV-Aktivitäten in der Türkei (RTÜK).
Dursun besuchte in Artvin die Grundschule und schloss als Externer 1977 das Gymnasium in Rize ab. Er studierte an der Universität Istanbul und schloss 1981 die damalige „Hochschule für Journalismus und Öffentlichkeitsarbeit“ an der Wirtschaftswissenschaftlichen Fakultät mit dem Bachelor ab. Den Master erlangte Dursun 1983 am Institut für politische Wissenschaften derselben Fakultät. Ab 1984 war Dursun wissenschaftlicher Mitarbeiter der Uludağ Üniversitesi in Bursa. An der Istanbuler Universität wurde Dursun 1987 promoviert. Von 1988 bis 1994 folgte ein Intermezzo als Lektor und Autor in einem Verlag. In dieser Zeit erhielt er 1992 den Grad des Doçent. 1994 lehrte Dursun Verwaltungswissenschaften an der Sakarya Üniversitesi, bevor er 2005 eine reguläre Professur erhielt.